# Нова Жупаништа
Нова Жупаништа (грч. Νέα Λεύκη) је насељено место у општини Костур у периферији Западна Македонија, Грчка. Према попису из 2021. године било је 449 становника.
У атару села Жупаништа осамдесетих година 20. века подигнуто је ново насеље Нова Жупаништа.